# Чок-фарм (станція метро)
51°32′39″ пн. ш. 0°09′12″ зх. д. / 51.544167° пн. ш. 0.153333° зх. д.
Чок-фарм (англ. Chalk Farm) — станція відгалуження Еджвар Північної лінії Лондонського метро. Станція розташована у 2-й тарифній зоні, у районі Чок-фарм, боро Кемден, Лондон, між станціями Гампстед та Кемден-таун. Пасажирообіг на 2017 рік — 5.89 млн осіб.
Конструкція станції — «англійського типу» на дузі.
- 22. червня 1907: відкриття станції.

## Пересадки
- На автобуси London Bus маршрутів:  31, 168, 393 та нічні маршрути: N5, N28, N31.